# Szakadás
Szakadás település Romániában, Szilágy megyében.

## Fekvése
Nagyilondától északra, a Szamos folyó közelében fekvő település.

## Története
Szakadás Kővár tartozékai közé tartozott, azonban csak 1543-1546 között keletkezhetett, mivel Kővár 1543. évi adóösszeírásában még nem fordult elő. Nevét 1546-ban említette először oklevél Zsakathura néven. 1600-ban Zakatura, 1750-ben Szeketúra, 1808-ban Szakatúra, 1913-tól Szakadás néven írták.
A falu első ismert birtokosai a Drágffy család tagjai voltak; 1546-ban Drágffy Gáspár özvegye volt birtokosa. 1556-ban a Drágffyak utód nélküli halála miatt Izabella királyné Drágffy György e birtokát a Báthori-család tagjainak: Báthory Györgynek, nejének Báthory Annának és fiuknak, Istvánnak adományozta.
1603-ban a település a kis-búnyi járáshoz tartozott. 1630-ban Brandenburgi Katalin e birtokot Gombos Andrásnak adta zálogba. 1636-ban Rákóczi György Rőti Orbán kővári főkapitánynak és nejének Moicsári Zsófiának adományozta. 1650-ben Kővárhoz tartozó birtoknak írták. 1689-ben Teleki Mihályné Veér Judit birtoka, s a Telekieké volt 1809-ben is.
1819-től Újfalvi Sándor birtoka volt, akinek úrbéri kárpótlást utaltak ki. Ő maga Romladék-nak nevezte s így említette meg leveleiben. 1865-ben kelt végrendeletében a kolozsvári magyar színháznak hagyományozta. A végrendelet ellen a gróf Teleki család pert indított, amely Tisza István miniszterelnök közbenjárására a felek megegyezésével zárult. 1908 körül az 1400 holdas birtokból az Országos Színházi Alapot kezelő kultuszminisztérium 100 holdat román parasztoknak, 600 holdat a helyi román papnak adott el. 1911-ben a maradék részt három szatmári vállalkozónak értékesítették.
1910-ben 320 lakosa volt, ebből 314 román, 6 német volt, melyből 232 görögkatolikus, 82 görögkeleti ortodox, 6 izraelita volt.

## Nevezetességek
- Görögkatolikus fatemplomát 1846-ban szentelték fel. Anyakönyvet 1811-től vezetnek.
- 1819-től itt gazdálkodott Újfalvi Sándor (Kackó, 1792 – Kolozsvár, 1866. július 16.) a híres medvevadász, földbirtokos, vadászati szakíró, Wesselényi Miklós barátja.